# Syngamilyta
Syngamilyta là một chi bướm đêm thuộc họ Crambidae.

## Các loài
- Syngamilyta apicolor (Druce, 1902)
- Syngamilyta nympha Munroe, 1960
- Syngamilyta pehlkei (E. Hering, 1906)
- Syngamilyta pretiosalis (Schaus, 1912)
- Syngamilyta samarialis (Druce, 1899)